# بوسه توسون
بوسه توسون چاوش‌اوغلو (به ترکی: Buse Tosun؛ زادهٔ ۱ ژانویهٔ ۱۹۹۴) کشتی‌گیر آزادکار اهل ترکیه است.
از افتخارات وی می‌توان به کسب مدال طلا قهرمانی کشتی جهان ۲۰۲۳ و مدال برنز در بازی‌های المپیک ۲۰۲۴ پاریس و قهرمانی کشتی جهان ۲۰۱۸ و قهرمانی کشتی جهان ۲۰۲۱ اشاره کرد.